# Melhus
Melhus é uma comuna da Noruega, com 696 km² de área e 13 782 habitantes (censo de 2004).         